# Parafia św. Michała Archanioła w Prusinowicach
Parafia świętego Michała Archanioła w Prusinowicach – parafia rzymskokatolicka, znajdująca się w diecezji opolskiej, w dekanacie Skoroszyce.